# Železniční trať Bellinzona–Mesocco
Železniční trať Bellinzona–Mesocco, známá také pod názvem Misoxerbahn neboli Dráha údolím Misox, byla železniční trať v kantonech Graubünden a Ticino v jihovýchodní části Švýcarska, spojující hlavní město kantonu Ticino, Bellinzonu (227 m n. m.), s Mesoccem (766 m n. m.). 
Trať byla otevřena v roce 1907 železniční společností Società Ferrovia elettrica Bellinzona-Mesocco (BM), která se v roce 1942 sloučila s Rhétskou dráhou (RhB). Osobní doprava byla ukončena v roce 1972 a nákladní doprava v roce 2003. Až do roku 2013 provozovala společnost Società Esercizio Ferroviario Turistico (SEFT) na zbývajícím úseku, dlouhém 12,7 km, turistickou muzejní železnici a nazývala ji Ferrovia Mesolcinese (FM). Projekt modernizace silnice v okolí obce Roveredo a projekt kantonu Ticino na rozšíření křižovatky veřejné dopravy u stanice Castione-Arbedo vedly v roce 2014 k dalšímu zkrácení trati na 3,9 km mezi přejezdem, nacházejícím se před stanicí Grono, a stanicí Cama. Koncese na provoz tohoto zbývajícího úseku byla na žádost společnosti SEFT dne 15. června 2016 zrušena.

## Historie

### Založení společnosti BM a výstavba trati

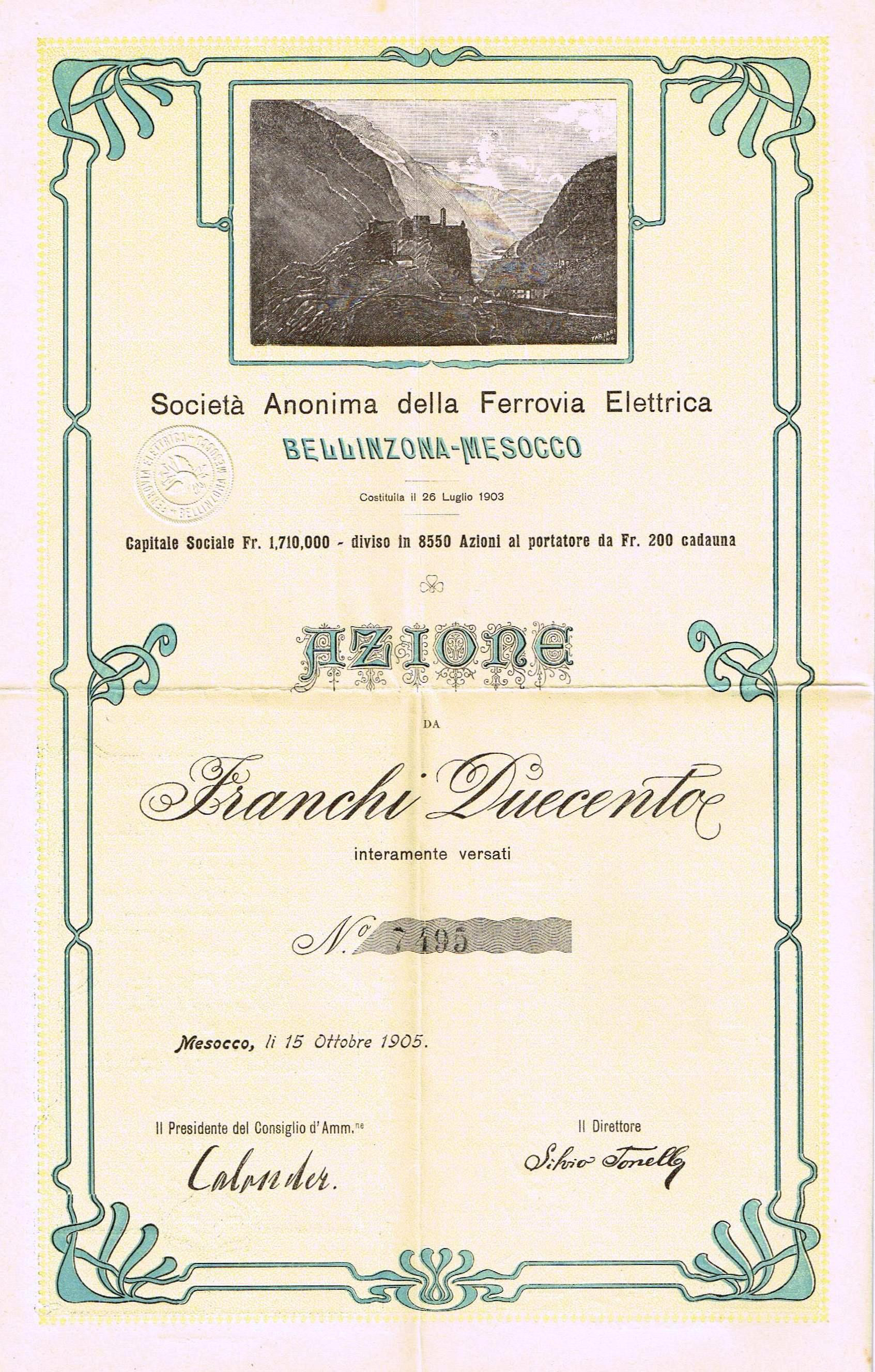
Původní akcie dráhy Bellinzona–Mesocco z roku 1905

V roce 1895 se objevily první plány na zpřístupnění údolí Misox odbočkou ze železniční stanice Castione-Arbedo, nacházející se na Gotthardské dráze. Po původních úvahách o standardní trati bylo na návrh obyvatel Graubündenu rozhodnuto o výstavbě úzkorozchodné železnice s elektrickým pohonem. Po založení akciové společnosti se sídlem v obci Lostallo 26. července 1903 byly v roce 1905 zahájeny stavební práce.
První úsek, dlouhý 21,4 km, byl otevřen pro dopravu 6. května 1907. Jednalo se o úsek z Bellinzony přes stanice Castione-Arbedo (kde se také nacházelo depo a provozní centrum trati), Lumino, San Vittore, Roveredo, Grono, Leggia a Cama do Lostalla. 9,9 km dlouhé pokračování mezi Lostallem a Mesoccem se stanicemi Cabbiolo a Soazza následovalo o necelé tři měsíce později a bylo otevřeno pro provoz od 31. července 1907. Trať dlouhá 31,3 km měla tři tunely, 28 mostů (včetně tří velkých viaduktů přes řeku Moesu) a 18 stanic a zastávek. Centrem provozu bylo Castione-Arbedo, další depo včetně dílny se nacházelo v konečné stanici Mesocco. Maximální sklon byl 60 ‰, nejmenší poloměr oblouku 80 metrů. Vlastní elektrárna Cebbia u obce Mesocco dodávala trati stejnosměrný proud o napětí 1500 voltů.
Federálním dekretem ze dne 2. února 1923 udělilo Federální shromáždění v souladu se zprávou Federální rady ze dne 19. června 1922 koncesi na výstavbu a provoz železniční tratě spojující Mesocco se stanicí Thusis Rhétské dráhy přes průsmyk San Bernardino. Tento projekt se však nepodařilo realizovat, a tak tato trať zůstala jedinou úzkokolejkou v Graubündenu bez napojení na zbytek sítě.

### Sloučení s Rhétskou dráhou

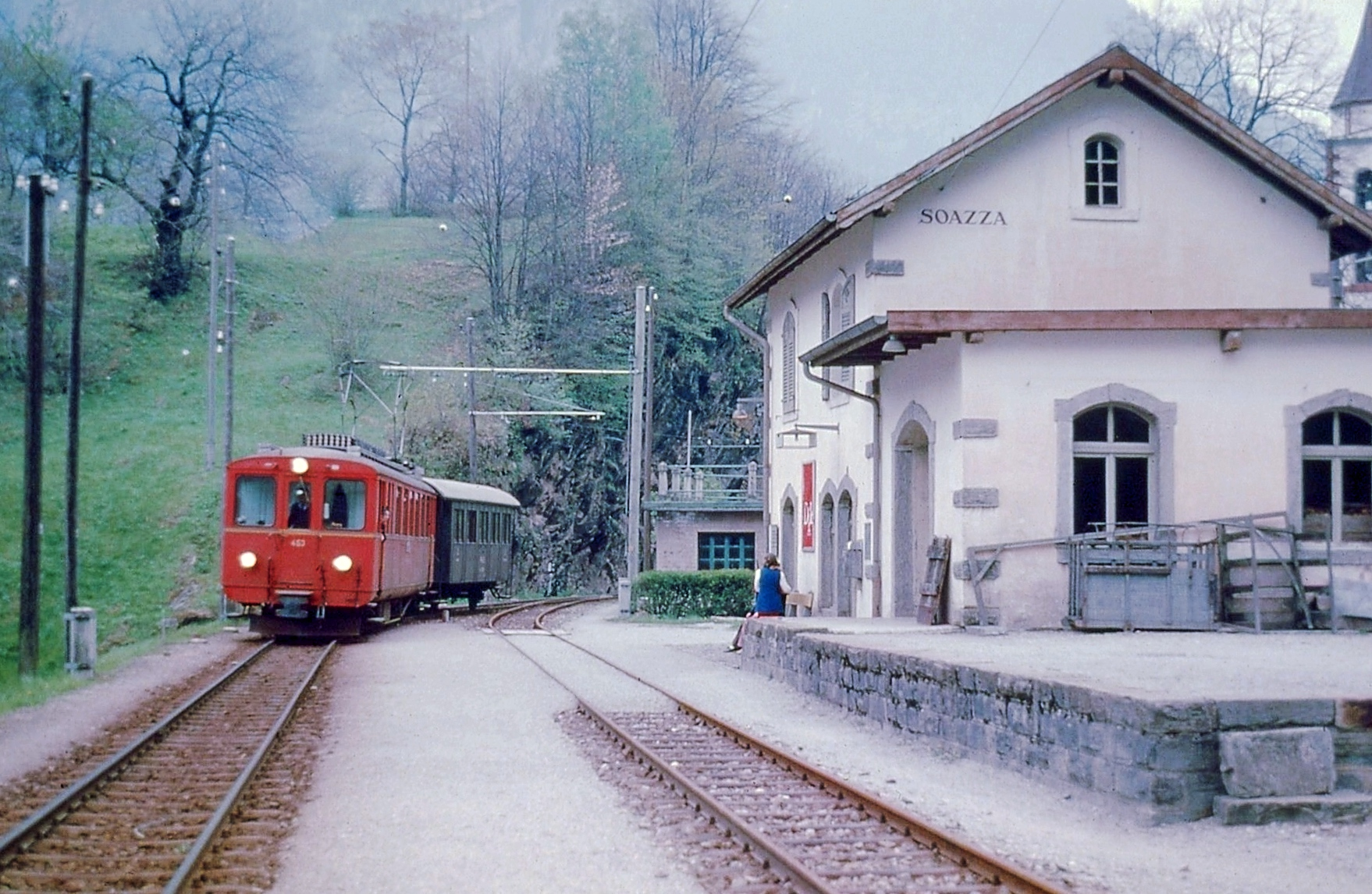
Železniční stanice Soazza (1970)

Po neuspokojivém vývoji dopravy ve 30. letech 20. století se společnost Società Ferrovia elettrica Bellinzona-Mesocco k 1. lednu 1942 spojila s Rhétskou dráhou (RhB). Rhétská dráha začala okamžitě modernizovat svá vozidla, svršek i napájení. V roce 1955 zahájila RhB nákladní dopravu na podvalnících, na kterých byly přepravovány vozy normálního rozchodu. Odpovídající rampa pro manipulaci s těmito vozy vznikla ve stanici Castione-Arbedo.
Rhétská dráha však nedokázala vyřešit problém s nepříznivě umístěným výchozím bodem v Bellinzoně. Železniční trať do Mesocca totiž nezačínala na nádraží SBB v Bellinzoně, ale asi deset minut pěšky na náměstí Piazza Mesolcina. Ve stanici Castione-Arbedo však bylo možné přestupovat přímo na Gotthardskou dráhu a z ní.
Namísto dalších investic do železnice bylo v 60. letech 20. století rozhodnuto o modernizaci souběžné státní silnice A13 jako zimní bezpečné severojižní spojnice. Projektantům silnic se železnice jevila jako překážka při výstavbě A13, takže již v roce 1966 se poprvé začalo uvažovat o zrušení železničního provozu. Rhétská dráha však v obnově pokračovala, v roce 1966 objednala pro Misoxerbahn šest osobních vozů lehké konstrukce a připravila objednávku na tři elektrické motorové vozy. V roce 1967 dospěl znalecký posudek k závěru, že by bylo účelnější železnici zachovat. Protože se tato zpráva nelíbila odpovědnému vedoucímu oddělení (ministru dopravy), byla zadána druhá zpráva. V důsledku toho musela Rhétská dráha změnit objednávku osobních vozů; místo šesti krátkých vozů bylo pro dráhu do Arosy dodáno pět dlouhých vozů. V roce 1969 nařídila spolková vláda zastavení osobní dopravy. Protesty obyvatel údolí a petice s 5000 podpisy tomu nedokázaly zabránit.

### Ukončení provozu Rhétskou dráhou

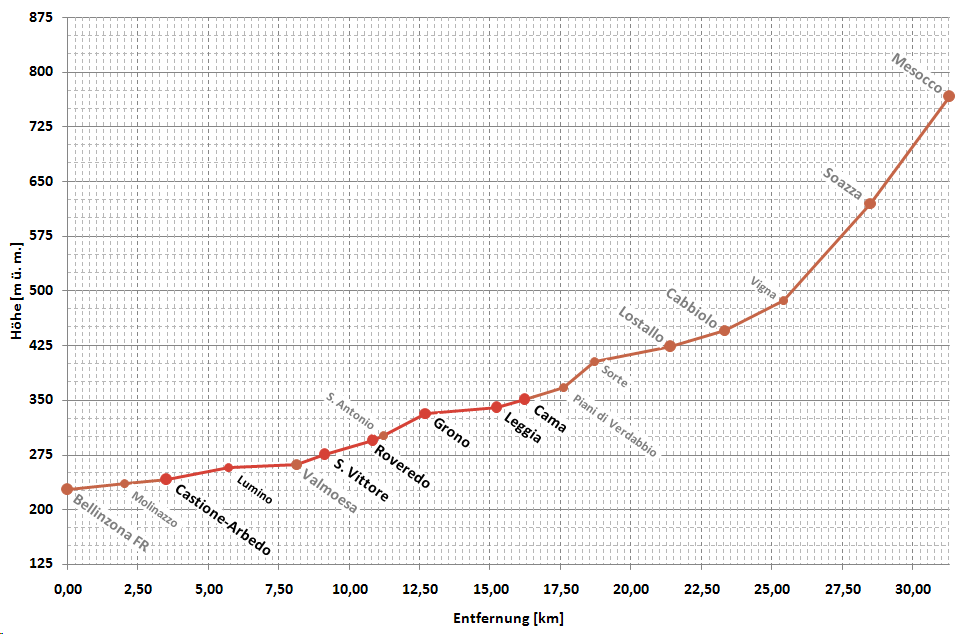
Výškový profil trati

Dne 28. května 1972 byla osobní doprava na trati definitivně ukončena. Jako náhrada pro cestující byly zavedeny poštovní autobusy. Jedním z důvodů byla lepší dostupnost údolí díky dálnici A13, která byla mezitím dokončena. Od té doby jezdily autobusy ze Thusisu přes průsmyk San Bernardino nebo tunelem San Bernardino do Bellinzony.
Nákladní doprava mezi Castione-Arbedo a Mesocco byla prozatím zachována, ale 3,4 km dlouhý úsek mezi Bellinzonou a Castione byl po ukončení osobní dopravy zrušen. V srpnu 1978 silná bouře vážně poškodila horní úsek trati, což vedlo k jejímu uzavření a snesení úseku mezi stanicemi Cama a Mesocco. Dva nejstarší vozy, které v Mesoccu zůstaly, měly být sešrotovány, ale spolek Pro Misoxerbahn jeden z nich koupil. I ten však musel být v roce 1983 sešrotován.
V roce 1980 bylo rozhodnuto o výstavbě nové neelektrifikované nákladní trati do Misoxu. Aby se zjednodušila výstavba silnic a uvolnily pozemky ve vesnicích, byla naplánována nová trať, což zvýšilo náklady. Rozhodnutí zůstalo pouze na papíře a RhB nadále udržovala nákladní dopravu na zbývajícím úseku mezi Castione a Camou. Jako náhrada za bývalé depo Mesocco byla jako dílna zřízena nepoužívaná tovární budova v Gronu. Uzavření závodu Val Moesa (Monteforno SA/Von Roll), největšího průmyslového podniku v údolí a nejvýznamnějšího zákazníka nákladní dopravy, znamenalo v roce 1987 definitivní konec pravidelného provozu. Zbývající, stále řidší nákladní přeprava nakonec přestala ospravedlňovat náklady na údržbu trati. Na Silvestra 2003 byly trať a koncese (koncese na infrastrukturu a koncese na osobní dopravu) převedeny na společnost Società Esercizio Ferroviario Turistico (SEFT), která zde již od roku 1995 provozovala turistické muzeum. Vozidla byla označena Ferrovia Mesolcinese.

### Muzejní provoz

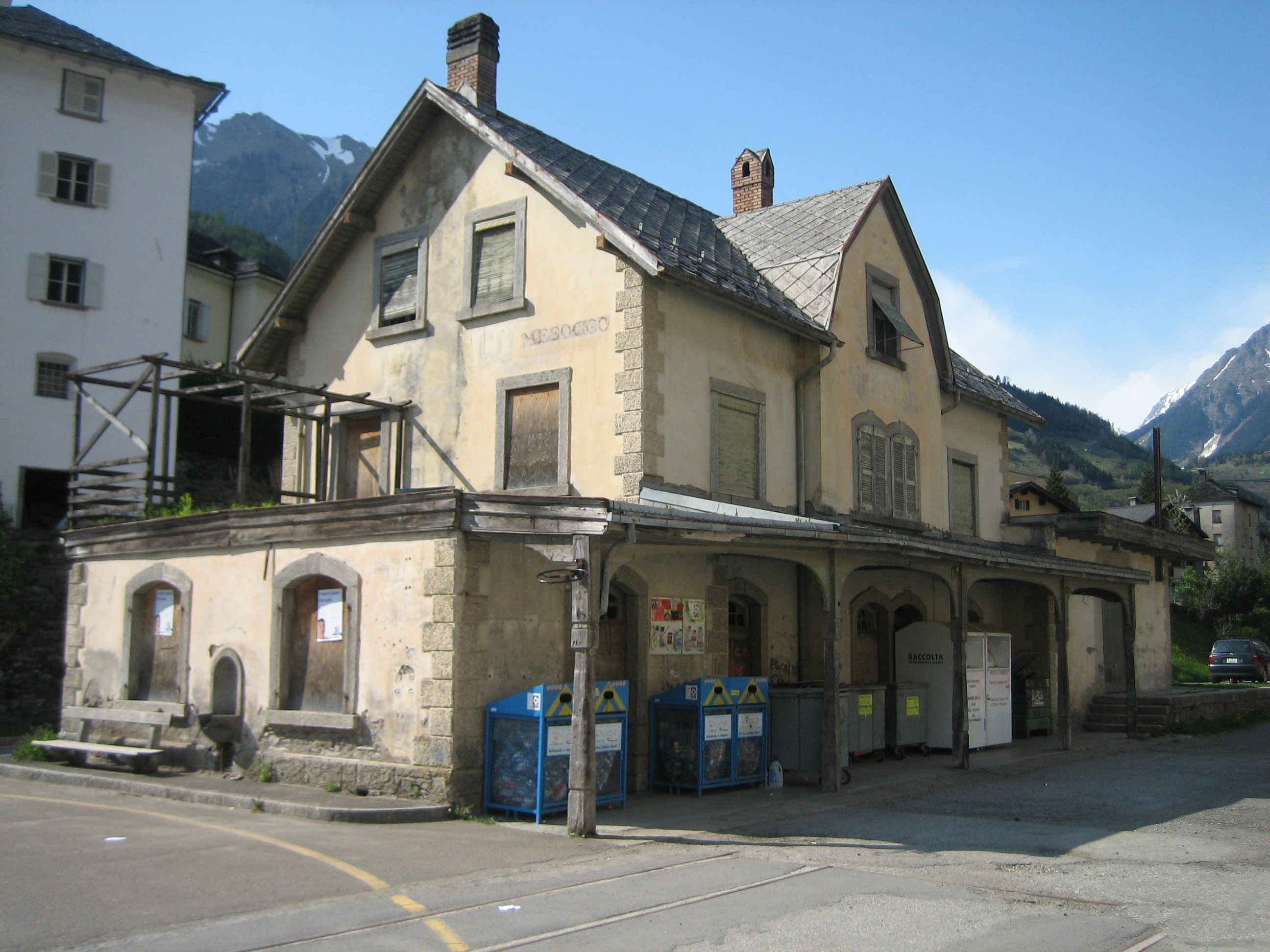
Bývalá staniční budova v Mesoccu

Během provozu, zajišťovaném společnosti SEFT, se na trati změnilo jen málo. Vozidla byla udržována v depu u Grona. Jako provozní středisko sloužily rozlehlé prostory v Castione-Arbedo, kde byly odstaveny vagóny a vozy. Úsek Castione–Cama byl provozován elektricky, pravidelné vlaky jezdily od července do října o nedělích. V letech 2009/2010 došlo k zásadní změně v důsledku rekonstrukce stanice SBB v Castione-Arbedo, včetně demolice předchozí výpravní budovy a odstranění některých kolejí s metrovým rozchodem. Plánované přemístění odjezdového místa na trať na druhé straně hlavní silnice se nakonec neuskutečnilo z důvodu ukončení provozu muzea na konci roku 2013.
SEFT na železnici Misox pokryl své náklady z rozpočtu 50 000 švýcarských franků. O provoz dráhy se staralo přibližně deset zaměstnanců. V roce 2011 bylo přepraveno 2585 cestujících.

### Definitivní konec provozu
Obec Roveredo požadovala odstranění kolejí, aby bylo možné přestavět centrum obce. Obec, která byla dosud uprostřed rozdělena dálnicí a železniční tratí, totiž plánovala zásadní úpravu centra. Obnova železnice by byla spojena s velkými náklady nebo složitými rekonstrukčními opatřeními.
V prosinci 2013 byl provoz ukončen, protože 14. prosince 2013 vypršela platnost koncese na osobní dopravu a kanton Graubünden požádal spolkovou vládu o zrušení koncese na infrastrukturu, která byla platná do konce roku 2020. Mezitím byly dlouhé úseky trati rozebrány a uvažovalo se o zřízení muzea v Gronu. Z toho však sešlo, protože dříve používaná hala musela být do roku 2021 vyklizena.